# Олег Сус
Олег Сус (чеськ. Oleg Sus; нар. 9 вересня 1924 — пом. 22 листопада 1982) — чеський естет, літературознавець і критик. Він використовував псевдоніми gs, Olaf, ajlavník, A. Arché, D. Bredon, De Death, Larsen, Tlalok та інші.

## Біографія
Після закінчення навчання (1944), вивчав богемістику та естетику в Університеті Масарика, Брно (доктор філософії, 1950). Після цього він почав читати лекції на факультеті мистецтв в Брно, у 1960 р. став кандидатом філологічних наук, у 1964 р. був габілітований в галузі естетики.
У 1964 році він став членом Спілки чехословацьких письменників (чеськ. Svazu československých spisovatelů) і почав працювати над часописами Host do domu та Index.
У 1965 році викладав естетику на факультеті мистецтв у Брно, де він працював до 1971 року, коли його змусили піти з політичних причин. Певний час він був безробітним й заробляв собі на життя лише періодично пишучи статті під іменами своїх друзів або під псевдонімами. Пізніше він працював у закордонних виданнях.

### Нагороди
У 1965 р. був нагороджений премією видавництва «Блок», Брно (за книгу «Метаморфози сміху і люті» (чеськ. Metamorfózy smíchu a vzteku)).

## Роботи
Він займався переважно питаннями естетики, загальної теорії мистецтва та літературознавства.

### Публікації
- Metamorfózy smíchu a vzteku (soubor studií, 1963, 2., rozš. vyd. 1965)
- Geneze sémantiky hudby a básnictví v moderní české estetice, vydání z roku 1969 šlo do stoupy, další vydání až v r. 1990
- A Contribution to the Prehistory of Relations between Formalism and Semantics. The Czech Semantics in statu nascendi. A Historical Retrospect, Urbino 1975
- Estetické problémy pod napětím. Meziválečná avantgarda, surrealismus, levice, Praha 1992
- Geneze sémantiky hudby a básnictví v moderní české estetice. Dvě studie o Otakaru Zichovi, Praha 1992
- Bez Bohů geneze?, Brno 1996

### Тексти в каталозі виставок
- 1964 Nálezy (Jirásek Nepraš Steklík)
- 1965 Vlasta Zábranský: Možnosti
- 1968 Naděžda Plíšková: Grafika
- 1967 Karel Nepraš & Jan Steklík
- 1968 Křižovnická škola čistého humoru bez vtipu (Páni ředitelé Karel Nepraš, KŠ & Jan Steklík, KŠ)